# Real estate economics
La economía inmobiliaria es la aplicación de técnicas económicas a los mercados inmobiliarios. Intenta describir, explicar y predecir patrones de precios, oferta y demanda. El campo estrechamente relacionado de la mercado de la vivienda tiene un alcance más limitado y se concentra en los mercados inmobiliarios de tipo residencial, mientras que la actividad sobre las tendencias inmobiliarias se centra en los cambios comerciales y estructurales que afectan a la industria de la propiedad en general. Ambas se basan en análisis de equilibrio parcial (oferta y demanda), economía urbana, economía espacial, investigación básica y extensa, encuestas y finanzas.

## Resumen de los mercados inmobiliarios
Los principales participantes en los mercados inmobiliarios son:
- Usuarios: Estas personas son tanto propietarios como inquilinos. Compran casas o propiedades comerciales como inversión y también para vivir o para utilizar como negocio. Las empresas pueden o no requerir edificios para usar la tierra. La tierra se puede utilizar de otras maneras, como para la agricultura, la silvicultura o la minería.
- Propietarios: Estas personas son inversores. No siempre ocupan los bienes inmuebles que compran. Por lo general, alquilan o arriendan la propiedad a otras partes.
- Arrendatarios: Estas personas son consumidores.
- Promotores: Estas personas se dedican al desarrollo de terrenos para la edificación a la venta en el mercado.
- Renovadores: Estas personas suministran propiedades rehabilitadas al mercado.
- Facilitadores: este grupo incluye bancos, corredores de bienes raíces, abogados, reguladores gubernamentales y otros que facilitan la compra y venta de bienes raíces.

Los usuarios, propietarios e inquilinos forman la demanda del mercado, mientras que los propietarios, desarrolladores y renovadores forman el lado de la oferta. Para aplicar un análisis simple de la oferta y la demanda a los mercados inmobiliarios, es necesario realizar una serie de modificaciones en los supuestos y procedimientos microeconómicos estándar.
Las características a analizar para este tipo de mercado son :
- Durabilidad. Los bienes inmuebles son duraderos. Un edificio puede durar décadas o incluso siglos, y la tierra debajo de él es prácticamente indestructible. Como resultado, los mercados inmobiliarios se modelan como un modelo de existencias/flujos. La gran mayoría de la oferta de construcción consiste en el stock de edificios existentes, mientras que una pequeña proporción del mercado consiste en el flujo de nuevos desarrollos.
- El stock de oferta inmobiliaria en cualquier período está determinado por el stock existente en el período anterior, la tasa de deterioro del stock existente, la tasa de renovación del stock existente y el flujo de nuevos desarrollos en el período actual. El efecto de los ajustes del mercado inmobiliario tiende a ser mitigado por el stock relativamente grande de edificios existentes.
- Heterogeneidad. Cada unidad de bienes raíces es única en términos de su ubicación, el edificio y su financiación. Esto dificulta la fijación de precios, aumenta los costos de búsqueda, crea asimetría en la información y restringe en gran medida la posibilidad de sustitución. Para sortear este problema, los economistas, comenzando con Muth (1960), definen la oferta en términos de unidades de servicio; es decir, cualquier unidad física puede deconstruirse en los servicios que proporciona. Olsen (1969) describe estas unidades de servicios de vivienda como una construcción teórica no observable. El parque de viviendas se deprecia, haciéndolo cualitativamente diferente de los nuevos edificios. El proceso de equilibrio del mercado opera a través de múltiples niveles de calidad. Además, el mercado inmobiliario se suele dividir en segmentos residenciales, comerciales e industriales. También se puede dividir en subcategorías como recreativas, generadoras de ingresos, históricas o protegidas, y similares.
- Altos costos de transacción. Comprar y/o mudarse a una casa cuesta mucho más que la mayoría de los tipos de transacciones. Los costos incluyen costos de búsqueda, tarifas de bienes raíces, costos de mudanza, tarifas legales, impuestos de transferencia de tierras y tarifas de registro de escrituras. Los costes de transacción para el vendedor suelen oscilar entre el 1,5 % y el 6 % del precio de compra. En algunos países de Europa continental, los costes de transacción tanto para el comprador como para el vendedor pueden oscilar entre el 15 % y el 20 %.
- Largos retrasos. El proceso de ajuste del mercado está sujeto a demoras debido al tiempo que toma financiar, diseñar y construir nueva oferta y también debido a la tasa relativamente lenta de cambio de la demanda. Debido a estos retrasos, existe un gran potencial de desequilibrio a corto plazo. Los mecanismos de ajuste tienden a ser lentos en relación con los mercados más fluidos.
- Tanto un bien de inversión como un bien de consumo. Los bienes inmuebles se pueden comprar con la expectativa de obtener un rendimiento (un bien de inversión), con la intención de utilizarlos (un bien de consumo), o ambos. Estas funciones pueden estar separadas (concentrándose los participantes del mercado en una u otra función) o combinadas (en el caso de la persona que vive en una casa de su propiedad). Esta naturaleza dual del bien significa que no es raro que las personas inviertan demasiado en bienes raíces.[cita requerida] es decir, invertir más dinero en un activo de lo que vale en el mercado abierto.
- Inmovilidad. Los bienes raíces son inmóviles en su ubicación (a excepción de las casas móviles, pero la tierra debajo de ellas sigue siendo inmóvil). Los consumidores llegan al bien en lugar de que el bien vaya al consumidor. La espacialidad fija combinada con la proximidad de unidades de vivienda a las áreas urbanas sugiere el potencial de externalidades inherentes a una ubicación determinada.

La industria de la vivienda se refiere al diseño, desarrollo, construcción y venta de viviendas. Sus intereses están representados en los Estados Unidos por la Asociación Nacional de Constructores de Viviendas (NAHB).  En Australia, la asociación comercial que representa a la industria de la vivienda residencial es la Asociación de la Industria de la Vivienda. En Colombia por varias agremiaciones entre las que está Camacol. También se refiere al mercado de la vivienda, lo que significa la oferta y la demanda de casas, generalmente en un país o región en particular. El mercado de la vivienda incluye características como la oferta de vivienda, la demanda de vivienda, los precios de la vivienda, el sector alquilado y la intervención del gobierno en el mercado de la vivienda.

## Demanda de viviendas
Los principales determinantes de la demanda de viviendas son demográficos. Pero otros factores, como el ingreso, el precio de la vivienda, el costo y la disponibilidad de crédito, las preferencias de los consumidores, las preferencias de los inversionistas, el precio de los sustitutos y el precio de los complementos, todos juegan un papel. En sitio https://noticiasrealestate.com/ se analizan a diario las novedades del mercado inmobiliario y sus proyecciones.
Las variables demográficas centrales son el tamaño de la población y el crecimiento de la población, cuantas más personas hay en la economía, mayor es la demanda de vivienda. Pero esto es una simplificación excesiva. Es necesario considerar el tamaño de la familia, la composición por edades de la familia, el número de primeros y segundos hijos, la migración neta (inmigración menos emigración), la formación de hogares no familiares, el número de hogares bifamiliares, las tasas de mortalidad, las tasas de divorcio. y matrimonios. En la economía de la vivienda, la unidad elemental de análisis no es el individuo, como lo es en los modelos estándar de equilibrio parcial. Más bien, son los hogares los que demandan los servicios de vivienda: típicamente un hogar por casa. El tamaño y la composición demográfica de los hogares es variable y no del todo exógeno.
Los ingresos también son un determinante importante. Las medidas empíricas de la elasticidad ingreso de la demanda en América del Norte oscilan entre 0,5 y 0,9 (De Leeuw 1971). Si se mide la elasticidad del ingreso permanente, los resultados son ligeramente superiores (Kain y Quigley 1975) porque el ingreso transitorio varía de un año a otro y entre individuos, por lo que el ingreso transitorio positivo tenderá a cancelar el ingreso transitorio negativo. Muchos economistas de vivienda usan ingresos permanentes en lugar de ingresos anuales debido al alto costo de comprar bienes raíces. Para muchas personas, los bienes raíces serán el artículo más costoso que comprarán.
El precio de la vivienda también es un factor importante. La elasticidad precio de la demanda de servicios de vivienda en América del Norte se estima en 0,7 negativo por Polinsky y Ellwood (1979), y en 0,9 negativo por Maisel, Burnham y Austin (1971).
La demanda de vivienda de un hogar individual se puede modelar con la teoría estándar de utilidad/elección. Una función de utilidad, como {\displaystyle U=U(X_{1},X_{2},X_{3},X_{4},...X_{n})}, se puede construir, en el que la utilidad del hogar es una función de varios bienes y servicios ({\displaystyle X}). Esto estará sujeto a una restricción presupuestaria como {\displaystyle P_{1}X_{1}+P_{2}X_{2}+...P_{n}X_{n}=Y}, donde {\displaystyle Y} es el ingreso disponible del hogar y el {\displaystyle Ps} son los precios de los distintos bienes y servicios. La igualdad indica que el dinero gastado en todos los bienes y servicios debe ser igual a la renta disponible. Debido a que esto no es realista, el modelo debe ajustarse para permitir el endeudamiento y el ahorro. Se requiere una medida de riqueza, ingreso de por vida o ingreso permanente. El modelo también debe ajustarse para tener en cuenta la heterogeneidad de los bienes inmuebles. Esto se puede hacer deconstruyendo la función de utilidad. Si los servicios de vivienda ({\displaystyle X_{4}}) se separan en sus componentes constituyentes ({\displaystyle Z_{1},Z_{2},Z_{3},Z_{4},...Z_{n}}), la función de utilidad se puede reescribir como {\displaystyle U=U(X_{1},X_{2},X_{3},(Z_{1},Z_{2},Z_{3},Z_{4},...Z_{n})...X_{n})}. Al variar el precio de los servicios de vivienda ({\displaystyle X_{4}}) y resolviendo los puntos de utilidad óptima, se puede construir el programa de demanda de servicios de vivienda del hogar. La demanda del mercado se calcula sumando todas las demandas individuales de los hogares.

## Oferta de vivienda

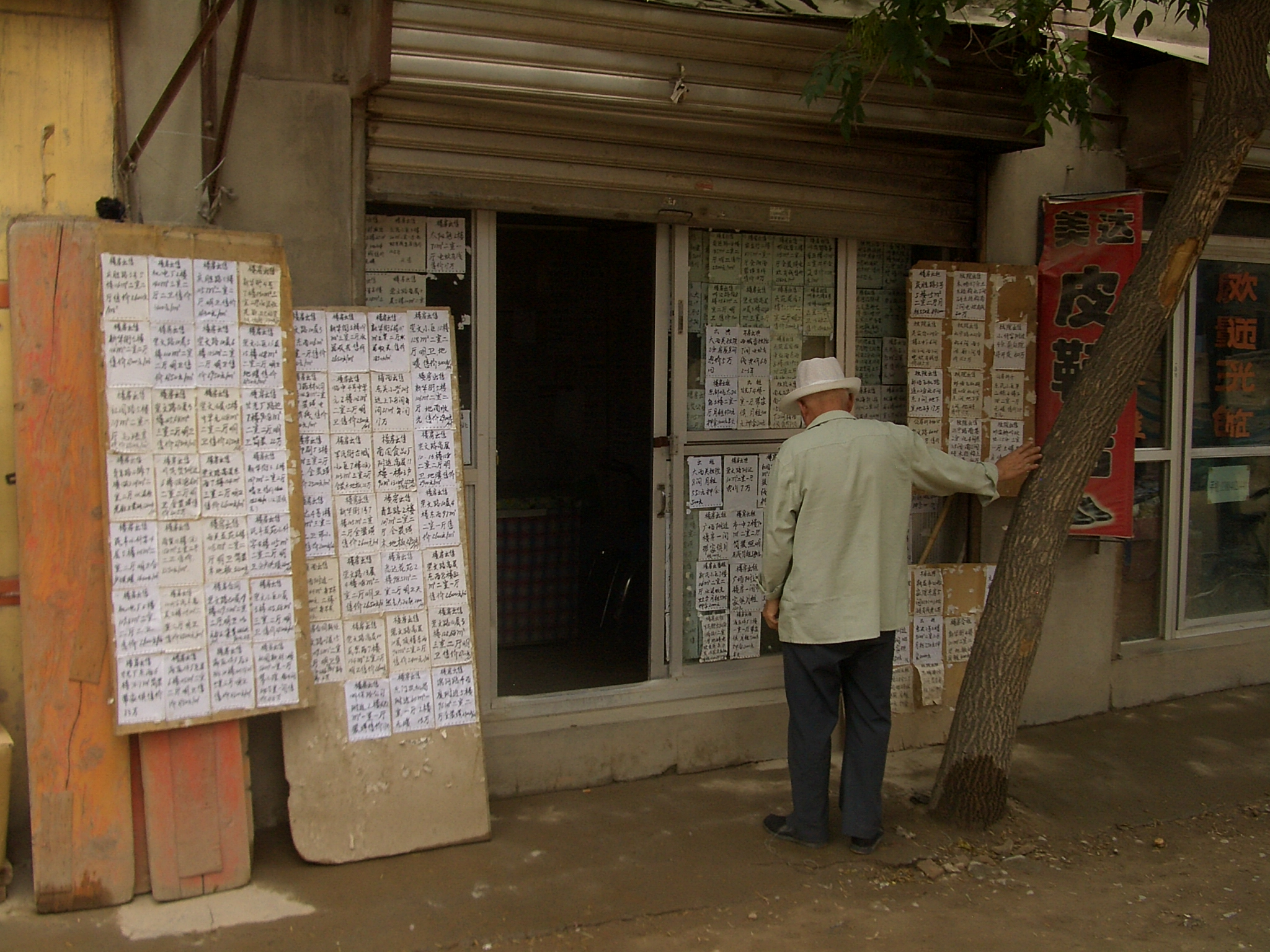
Un cliente que examina listados de bienes raíces en la oficina de un agente en la ciudad de Linxia, China

Los desarrolladores producen oferta de viviendas utilizando tierra, mano de obra y diversos insumos, como electricidad y materiales de construcción. La cantidad de nueva oferta está determinada por el costo de estos insumos, el precio de las viviendas existentes y la tecnología de producción.
Los requisitos de subdivisión pública pueden aumentar los costos de desarrollo. Sin embargo, estos costos de subdivisión y del código de construcción generalmente aumentan el valor de mercado de los edificios al menos en la cantidad de sus gastos de desembolso. 
Una función de producción como {\displaystyle Q=f(L,N,M)} se puede construir en el que {\displaystyle Q} es la cantidad de casas producidas, {\displaystyle N} es la cantidad de trabajo empleado, {\displaystyle L} es la cantidad de tierra utilizada, y {\displaystyle M} es la cantidad de otros materiales. Sin embargo, esta función de producción debe ajustarse para tener en cuenta la renovación y ampliación de los edificios existentes. Para ello, se construye una segunda función de producción que incluye  determinantes como el stock de viviendas existentes y sus edades. Las dos funciones se suman, dando como resultado la función de producción total. Alternativamente, se puede hacer una regresión de un modelo de precios hedónicos.
La elasticidad precio a largo plazo de la oferta es bastante alta. George Fallis (1985) lo estima en 8,2 pero, a corto plazo, la oferta tiende a ser muy inelástica respecto al precio. La elasticidad oferta-precio depende de la elasticidad de sustitución y de las restricciones de oferta. Existe una importante sustituibilidad, tanto entre la tierra y los materiales como entre la mano de obra y los materiales. En ubicaciones de alto valor, los desarrolladores generalmente pueden construir edificios de concreto de varios pisos para reducir la cantidad de tierra costosa utilizada. Dado que los costos laborales han aumentado desde la década de 1950, se han empleado nuevos materiales y técnicas intensivas en capital para reducir la cantidad de mano de obra utilizada. Sin embargo, las restricciones de suministro pueden afectar significativamente la sustituibilidad. En particular, la falta de oferta de mano de obra calificada (y los requisitos de los sindicatos) puede limitar la sustitución de capital por mano de obra. La disponibilidad de tierras también puede limitar la sustituibilidad si se delimita el área de interés (es decir, cuanto más grande sea el área, más proveedores de tierra y más sustitución es posible). Los controles del uso de la tierra, como los estatutos de zonificación, también pueden reducir la posibilidad de sustitución de la tierra.